# ال لویس (هنرپیشه)
ال لویس (انگلیسی: Al Lewis؛ ۳۰ آوریل ۱۹۲۳ – ۳ فوریهٔ ۲۰۰۶) یک هنرپیشه، و روان‌شناس اهل ایالات متحده آمریکا بود. از فیلم‌های او می‌توان به «مگر آنها اسب‌ها را خلاص نمی‌کنند؟» اشاره نمود.